# Teorema de Millman

El teorema de Millman és una forma particular de la llei dels nodes expressada en forma de potencial. Fou anomenat així en honor de l'electrònic rus Jacob Millman.
En un circuit elèctric de branques en paral·lel, cadascuna composta per una font de voltatge ideal en sèrie amb un element lineal, la tensió en els terminals de les branques és igual a la suma de les forces electromotrius multiplicades per l'admitància de la branca, tot dividit per la suma de les admitàncies.
{\displaystyle V_{m}={\frac {\sum _{k=1}^{N}E_{k}.Y_{k}}{\sum _{k=1}^{N}Y_{k}}}={\frac {\sum _{k=1}^{N}{\frac {E_{k}}{Z_{k}}}}{\sum _{k=1}^{N}{\frac {1}{Z_{k}}}}}}
Per al cas particular d'un circuit elèctric compost per resistències:
{\displaystyle V_{m}={\frac {\sum _{k=1}^{N}E_{k}.G_{k}}{\sum _{k=1}^{N}G_{k}}}={\frac {\sum _{k=1}^{N}{\frac {E_{k}}{R_{k}}}}{\sum _{k=1}^{N}{\frac {1}{R_{k}}}}}}
On G, és la conductància.

## Demostració del Teorema de Millman
Considerant l'esquema del circuit que apareix més amunt:
Com les branques (Zk; Ek) són en paral·lel, es treballa amb les admitàncies {\displaystyle Y_{k}={\frac {1}{Z_{k}}}} i les transformacions Thévenin → Norton : {\displaystyle IN_{k}=E_{k}\times Y_{k}} (convenció generador)
Per a cada branca (font de tensió i impedància), s'obté, a partir de la Llei d'Ohm :
{\displaystyle I_{k}=Y_{k}\times (V_{m}-E_{k})}
I tot seguit, a partir de la llei dels nodes de Kirchhoff, tenim :
{\displaystyle \sum _{k=1}^{N}I_{k}=0}
sigui
{\displaystyle \sum _{k=1}^{N}Y_{k}\times (V_{m}-E_{k})=0}
que en desenvolupar tenim :
{\displaystyle \sum _{k=1}^{N}Y_{k}\times V_{m}=\sum _{k=1}^{N}Y_{k}\times E_{k}}
d'on :
{\displaystyle V_{m}={\frac {\sum _{k=1}^{N}E_{k}.Y_{k}}{\sum _{k=1}^{N}Y_{k}}}={\frac {\sum _{k=1}^{N}{\frac {E_{k}}{Z_{k}}}}{\sum _{k=1}^{N}{\frac {1}{Z_{k}}}}}}
Cas pràctic : Aquest teorema és més fàcil d'utilitzar si Vm és nul (per exemple, la tensió diferencial d'un amplificador operacional en règim lineal).